# Lollapalooza Chile
El festival Lollapalooza Chile, comúnmente abreviado como Lolla Chile o simplemente Lolla, es un evento musical basado en el formato original homónimo que se realiza en Santiago de Chile desde el año 2011 y que destaca por ser la primera versión de Lollapalooza realizada fuera de territorio estadounidense. Su primera edición se llevó a cabo los días 2 y 3 de abril de 2011 en el Parque O'Higgins y desde entonces realiza anualmente, exceptuando los años 2020 y 2021 a causa de la pandemia de Coronavirus, logrando posicionarse como uno de los eventos musicales más importantes del país y la región.
Lollapalooza Chile, concebido originalmente como un evento de dos días a realizarse de forma anual durante un fin de semana de marzo o principios de abril, desde su octava edición (en el año 2018) pasó a tener 3 días de duración, agregando el día viernes a cada fin de semana del festival, y logrando récords de asistencia de hasta 225.000 espectadores en una misma edición (en 2022). Ese mismo año marcó el cambio de recinto desde el Parque O'Higgins —que había recibido las nueve primeras ediciones del festival— hacia el Parque Bicentenario de la comuna de Cerrillos, esto debido a conflictos de la productora Lotus con la municipalidad de Santiago sobre la realización del evento.
El festival tiene como atractivo principal la presencia de decenas de artistas —contando con 57 en su primera edición, mientras que en la última presentó más de 100—, permitiendo la realización de diversos shows musicales en simultáneo desde mediodía hasta casi la medianoche en los distintos escenarios ubicados a lo largo del recinto, pero además de eso cuenta con distintas actividades adicionales relacionadas al arte, deporte y medioambiente (principalmente en el sector de la Aldea Verde), junto con otras meramente recreativas por parte de los sponsors del evento en sus estands. En el ámbito de los conciertos, Lollapalooza Chile ha contado con la presencia de destacados artistas internacionales tales como The Killers, Pearl Jam, Red Hot Chili Peppers, Nine Inch Nails, Calvin Harris, Tame Impala, Metallica, The Strokes, Duran Duran, Lana Del Rey y Miley Cyrus, pero además el festival ha servido como plataforma para el debut de varios artistas en el país, entre los que se encuentran Kanye West, Jane's Addiction, Foo Fighters, Arctic Monkeys, Soundgarden, Imagine Dragons, Lorde, Eminem, Twenty One Pilots, The Weeknd, The 1975, Kendrick Lamar, Drake, Billie Eilish y Blink-182.
Su última edición se llevó a cabo el 21, 22 y 23 de marzo de 2025 y su próxima versión se realizará para los días 13, 14 y 15 de marzo.

## Historia
El anuncio de la realización del primer festival de Lollapalooza fuera de los Estados Unidos ocurrió en 2010, con la confirmación de que la ciudad escogida fue Santiago de Chile. De acuerdo con el creador del evento, Perry Farrell, la ciudad contaba con suficientes características que la hacían candidata ideal para la realización del evento, como la gran presencia de hoteles, restaurantes, y entretenimiento.
El músico también destacó las características del Parque O'Higgins, en particular su ubicación dentro de la ciudad, la vista hacia la Cordillera de Los Andes, la abundante cantidad de árboles presentes en el recinto y la presencia del Movistar Arena y el parque de diversiones Fantasilandia dentro del perímetro.
El lineup de la primera edición del festival en suelo chileno se reveló durante la madrugada del 28 de enero de 2011, con The Killers, Jane's Addiction y Kanye West como los headliners del evento.A pesar de tener algunos problemas logísticos, Lollapalooza resultó ser un total éxito. Se estimó que la asistencia máxima fue de 55 000 personas cada día.Perry Farrell también expresó satisfacción una vez finalizado el evento y sugirió la posibilidad realizar una nueva edición en el 2012, lo cual se confirmó en una conferencia de prensa llevada a cabo a inicios de agosto de 2011, junto con la realización del primer festival Lollapalooza en Brasil.
En diciembre de 2024, Lollapalooza y TVN firmaron un acuerdo para que el canal se convirtiera en la plataforma oficial de difusión de la decimotercera versión del evento.

## Controversias

### Cancelaciones de artistas
Uno de los problemas más comunes que enfrenta Lollapalooza es la cancelación de artistas por distintos motivos, generalmente por causas médicas. Durante la primera edición del festival, la banda Yeah Yeah Yeahs canceló su presentación debido a motivos de salud de uno de sus integrantes.A pesar de que el anunció se realizó a pocas semanas del evento, no se anunció un reemplazo. 
Cuatro años después, en la versión del 2015, Jorge González también canceló su presentación en Lollapalooza, debido a que en febrero del mismo año, sufrió un accidente cerebrovascular que requería un tratamiento de 3 meses. A diferencia de lo ocurrido con Yeah Yeah Yeahs, el cantautor fue reemplazado por Ana Tijoux.
Más recientemente, en la edición de 2023, la banda norteamericana Blink-182 también debió suspender su participación del evento, debido a que su baterista, Travis Barker, había sufrido una lesión en uno de sus dedos. Sin embargo, la agrupación prometió asistir al evento el año siguiente, lo cual se confirmó en noviembre del mismo año con la presentación del lineup de la versión 2024 del festival.
| Año  | Anticipación  | Baja                             | Reemplazo                          | Ref.          |
| ---- | ------------- | -------------------------------- | ---------------------------------- | ------------- |
| 2011 | Con 17 días   | Yeah Yeah Yeahs                  | —                                  | [ 23 ]        |
| 2013 | Con 9 días    | Feed Me                          | RVSB                               | [ 24 ]        |
| 2015 | Con 13 días   | Jorge González                   | Ana Tijoux                         | [ 25 ]        |
| 2015 | Con 6 días    | NOFX                             | The Last Internationale            | [ 26 ]        |
| 2016 | Con 16 días   | Snoop Dogg                       | Brandon Flowers                    | [ 27 ]        |
| 2017 | Con 23 días   | The Chainsmokers                 | Diplo                              | [ 28 ]        |
| 2018 | Con 4 días    | Tyler, the Creator               | Aurora                             | [ 29 ]        |
| 2022 | Con 17 días   | Yael Meyer                       | —                                  | [ 30 ]        |
| 2022 | Con 16 días   | Phoebe Bridgers                  | —                                  | [ 30 ]        |
| 2022 | Con 16 días   | Alain Johannes                   | —                                  | [ 30 ]        |
| 2022 | Con 16 días   | Natanael Cano                    | —                                  | [ 30 ]        |
| 2022 | Con 5 días    | King Gizzard & the Lizard Wizard | Two Feet                           | [ 31 ]        |
| 2022 | Con 3 días    | Jane's Addiction                 | Two Feet                           | [ 31 ]        |
| 2023 | Con 4 meses   | Gipsy Kings                      | —                                  | [ 32 ]        |
| 2023 | Con 3 meses   | Omar Apollo                      | The Rose                           | [ 33 ] [ 34 ] |
| 2023 | Con 18 días   | Blink-182                        | Twenty One Pilots                  | [ 35 ]        |
| 2023 | Con 9 días    | 100 gecs                         | Mother Mother                      | [ 36 ]        |
| 2023 | Con 8 días    | Dominic Fike                     | Mother Mother                      | [ 36 ]        |
| 2023 | Con 3 días    | Willow                           | Pettinellis                        | [ 32 ]        |
| 2024 | Con 19 días   | Dove Cameron                     | BB Trickz Jessie Reyez José Madero | [ 37 ]        |
| 2024 | Con 19 días   | Las Ligas Menores                | BB Trickz Jessie Reyez José Madero | [ 37 ]        |
| 2024 | Con 18 días   | Jaden                            | BB Trickz Jessie Reyez José Madero | [ 37 ]        |
| 2024 | Con 17 días   | Rina Sawayama                    | BB Trickz Jessie Reyez José Madero | [ 37 ]        |
| 2024 | Con 16 días   | Catupecu Machu                   | Glup!                              | [ 38 ]        |
| 2025 | Con 4 días    | Fontaines D.C.                   | Claudio Narea Eladio Carrión       | [ 39 ] [ 40 ] |
| 2025 | Minutos antes | Nessa Barrett                    | —                                  | [ 41 ]        |

### Incidente de St. Vincent (2015)
Luego de la exitosa presentación de la cantante estadounidense en la versión del 2015 de Lollapalooza, se reveló que St. Vincent había destruido obras de arte de la artista Constanza Ragal que adornaban su camerino.Frente a esto, la artista chilena demandó a la productora Lotus y a la cantante y solicitó un reembolso de US$ 4.500, equivalentes a casi 3 millones de pesos chilenos.
A pesar de que St. Vincent no se encontraba con orden de arraigo nacional, la cantante aun así se quedó en Chile para solucionar el problema. Finalmente, las partes lograron a un acuerdo, el cual nunca se reveló cuál fue la compensación monetaria, y la cantante estadounidense pudo salir del país durante la semana siguiente al festival.

### Abandono de Liam Gallagher (2018)
Uno de los casos más particulares de cancelaciones en Lollapalooza ocurrió en la edición del 2018. El cantante británico Liam Gallagher abandonó el escenario luego de interpretar 3 canciones, alegando problemas en el sonido y con su voz.
Luego del percance, su equipo confirmó que el artista había sido diagnosticado con una infección respiratoria posterior a una presentación en Europa, a pesar de que el día anterior no tuvo complicaciones en su presentación en la edición argentina del festival.

### Problemas con la Municipalidad de Santiago (2021)
A principios de noviembre de 2021, concejales de la Municipalidad de Santiago rechazaron la realización de Lollapalooza el año siguiente, citando principalmente un informe emitido por la Contraloría General en el 2019, en el cual se referían a problemas monetarios y el carácter del Parque O'Higgins como zona típica.Finalmente, el 17 de noviembre del mismo año, la productora Lotus confirmó que finalmente el festival no se realizará en Santiago Centro y alegaron que todos los permisos y pagos por realizar se encontraban en orden y apuntaron directamente a los concejales y la entonces nueva alcaldesa de la comuna, Irací Hassler.
Un mes después, se confirmó el festival se llevaría a cabo en el Parque Bicentenario de Cerrillos y que se realizarían iniciativas que beneficiarían a la comuna, tales como la oferta de trabajos en la bolsa laboral y la presencia de emprendedores locales dentro del evento.Poco antes de la realización de Lollapalooza, la alcaldesa de la comuna, Lorena Facuse, explicó que la realización del festival era un desafío para el sector y destacó la ubicación del parque en comparación al recinto de Santiago Centro, principalmente por ser un sector mayoritariamente empresarial y con una cantidad menor de casas, además de su cercanía con la avenida Pedro Aguirre Cerda y la estación Cerrillos del Metro de Santiago.

## Ediciones
| The Killers Jane's Addiction Kanye West |

| Foo Fighters Björk Arctic Monkeys |

| Pearl Jam The Black Keys | Deadmau5 Queens of the Stone Age |

| Red Hot Chili Peppers Soundgarden | Arcade Fire Nine Inch Nails |

| Jack White Kings of Leon | Calvin Harris Robert Plant & the Sensational Space Shifters |

| Eminem Florence + the Machine | Jack Ü Mumford & Sons |

| Metallica The Strokes | The Weeknd The xx |

| Pearl Jam Red Hot Chili Peppers The Killers | Imagine Dragons Lana del Rey LCD Soundsystem Chance the Rapper |

| Kendrick Lamar Arctic Monkeys Twenty One Pilots | Lenny Kravitz Post Malone Sam Smith Tiësto |

| Foo Fighters Miley Cyrus The Strokes | Martin Garrix A$AP Rocky Doja Cat |

| Drake Billie Eilish Twenty One Pilots | Tame Impala Rosalía Lil Nas X |

| Blink-182 Feid SZA | Sam Smith Arcade Fire Limp Bizkit |

| Olivia Rodrigo Justin Timberlake Tool | Alanis Morissette Rüfüs Du Sol Shawn Mendes |

|  |  |